# 消费税 (中华人民共和国)
中华人民共和国的消费税于1993年12月13日，国务院颁布《中华人民共和国消费税暂行条例》时起征。2008年11月5日，第34次国务院常务会议通过了经修订的新《中华人民共和国消费税暂行条例》，新条例已于2009年1月1日起实行。

## 纳税义务人
根据新《中华人民共和国消费税暂行条例》第一条，在中华人民共和国境内生产、委托加工和进口应税消费品的单位和个人为消费税纳税义务人。根据2009年1月1日起实施的《中华人民共和国消费税暂行条例实施细则》，单位是指“企业、行政单位、事业单位、军事单位、社会团体及其它单位”，个人是指“个体工商户及其它个人”。

## 征税范围
中华人民共和国境内的消费税课税的范围包括如下四项：自产的应税消费品、委托加工的应税消费品、进口的应税消费品以及零售环节的金银首饰（自1995年1月1日起）。

## 税目及税率

### 税目
中华人民共和国境内现行的消费税开征的税目共有15个（不含下面的子目），分别是烟、酒和酒精、化妆品、贵重首饰及珠宝玉石、鞭炮烟火、成品油、小汽车、摩托车、高尔夫球及球具、高档手表、游艇、木制一次性筷子、实木地板、电池和涂料。

### 税率
中华人民共和国境内的消费税的以税率形式有比例税率和定额税率两种。除卷烟、啤酒和成品油采用定额税率外其它税目均采用比例税率。

## 计税方式
中华人民共和国境内的消费税，其计税方式一共有三种：从价计征、从量计征和复合计征。

### 从价计征
采用从价计征计税方式的应税消费品，其应纳消费税额用以下公式计算：
需要注意的是，应税消费品的销售额包括卖方收取的商品价款以及全部“价外费用”。其中价外费用包括价外收取的基金、集资费、返还利润、补贴、违约金/延期付款利息、手续费、包装费、储备费、优质费、运输装卸费、代收代垫款项以及各种其它各种性质的价外收费。
应税消费品销售额中应不包含增值税，含增值税的销售额应在计算前转换为不含增值税的销售额，转换公式如下：

### 从量计征
采用从量计征计税方式的应税消费品，其应纳消费税额用以下公式计算：

### 复合计征
即从价定率和从量定额复合计税，适用税目为“卷烟”、“白酒”。